# أدب أردني

الشاعر الأردني مصطفى وهبي التل (عرار).

إن المتابع للحركة الأدبية في الأردن يمكن أن يرصد مسارها من خلال مراحل ثلاث هي: الأدب زمن الإمارة (1921- 1946)، والأدب ما بين النكبة والنكسة (1947- 1967) أو زمن وحدة الضفتين، والأدب ما بعد نكسة حزيران 1967 حتى اليوم. لقد ازدهر الشعر والنثر في زمن الإمارة، إذ كان مصطفى وهبي التل (الملقب "بعرار") شاعر الأردن الأول حيث قال شعراً فصيحاً منظوماً أقرب إلى روح الشعب، وكان صوتاً جريئاً ناطقاً باسم فقراء الأمة ومظلوميها في تلك الفترة. وفي حقل النثر، كان محمد صبحي أبو غنيمة أول من كتب 'أغاني الليل'، وهي مجموعة قصص اجتماعية وأخلاقية وأدبيّة. بعد وحدة الضفتين ظهر أدب جديد من تمازج الهويّة الأردنيّة والفلسطينية، أنتجه أدباء فلسطينيون أردنيون كتبوا الرواية والقصة مثل جُمعة حمّاد ومفيد نحلة، وشعراء أردنيون فلسطينيون مثل; خليل زقطان وفدوى طوقان. كان عقد الخمسينات، والستينات مرحلة التأسيس للأدب الأردني الحقيقي، ففيها نشأت المجلات الأدبية المتخصصة التي ترعى الأدب وتشجع الأدباء، وفي هذه المرحلة تعددت المنابر الأدبية وكثر التأليف، ونشأت رابطة الكتّأب الأردنيين عام 1976، وضمّت مئات الشعراء والكتّأب في أنشطتها.
ومن الأدباء الذين كتبوا بكثرة، وانتشروا في وسائل الإعلام الأردنية الشعراء حكمت النواسية، وحبيب الزيودي، وعلي شنينات، ومحمد القيسي وإبراهيم نصر الله. وفي مجال القصة والرواية جمال ناجي، ومؤنس الرزاز، وسالم النحاس، وجلال برجس، وهزاع البراري، ومفلح العدوان، وسميحة خريس، وهاشم غرايبة، وعدي مدانات، ومخلد بركات. وفي مجال المقالة الأدبية والخاطرة إبراهيم العجلوني وطارق مصاروة وخالد محادين، ووليد معابرة، وخالد الساكت وعبد المهدي القطامين، وفي مجال الدراسات التراثية للأدب يبرز روكس العزيزي ويعقوب العودات (البدوي الملثم)، وعبد الحليم عباس، وفي مجال القصة القصيرة تحديداً يظهر فخري قعوار ومحمود الريحاوي وبدر عبد الحق.[بحاجة لمصدر]